# Buena Vista (San José)
Buena Vista (literalment "bona vista" en castellà) és una barriada de la conurbació de San José al comtat de Santa Clara, Califòrnia. Antigament no estava incorporada a la ciutat i administrativament rebia la consideració de lloc designat pel cens (census designated place, CDP). Segons el cens del 2000 tenia 1.704 habitants.
Segons l'Oficina del Cens dels Estats Units el CDP té una àrea total de 0.1 milles quadrades (0.3 km2), tot conformat per terra ferma.

## Demografia
Segons el cens del 2000 el CDP tenia 1.704 habitants, 539 habitatges, i 321 famílies. La densitat de població era de 24.099,1 habitants per milla quadrada (9.398,8/km²). Hi havia 557 unitats d'habitatge amb una densitat mitjana de 7.877,5 per milla quadrada (3.072,3/km 2). La composició racial del CDP era 45,36% blancs, 5,28% afroamericans, 0,82% nadius americans, 3,46% asiàtics, 0,41% illencs del Pacífic, 38,38% d'altres races i 6,28% de dues o més races. Els hispans o llatins de qualsevol raça eren el 65,90% de la població.
Dels 539 habitatges en un 38,4% hi vivien menors de 18 anys, en un 34,1% hi vivien parelles casades, en un 17,6% dones solteres, i un 40,4% no eren unitats familiars. En el 28,0% dels habitatges hi vivien persones soles el 4,8% de les quals corresponien a persones de 65 anys o més vivint-hi soles. El nombre mitjà de persones vivint en cada habitatge era de 3,14 i el nombre mitjà de persones que vivien en cada família era de 3,83.
Per franges d'edat la població es repartia al CDP: un 30,0% tenia menys de 18 anys, un 12% entre 18 i 24, un 38,7% entre 25 i 44, un 15,5% entre 45 i 60 i un 3,8% 65 anys o més vell. La mitjana d'edat era de 29 anys. Per cada 100 dones hi havia 114,3 homes. Per cada 100 dones de 18 o més anys hi havia 114,4 homes.
La renda mediana per habitatge era de 30.449 $ i la renda mediana per família de 27.727 $. Els homes tenien una renda mediana de 18.393 $ mentre que les dones 21.940 $. La renda per capita de del CDP era d'11.134 $. Al voltant del 26,9% de les famílies i el 26,7% de la població estaven per davall del llindar de pobresa, incloent el 30,7% dels menors de 18 anys i cap dels 65 o més.